# 江姬
江姬（?—?），战国时期中山国人物，中山王的妃嫔。
江姬和阴简都是中山王的妃嫔，二人争夺中山国的王后，阴简的父亲请求司馬喜帮助自己的女儿。司馬喜于是到赵国，向赵武灵王吹嘘阴简的美貌，建议赵王向中山王讨要阴简。司馬喜回到中山后，告知赵王要讨要阴简，建议中山王立阴简为后，断绝赵王的念头。于是阴简被立为后，江姬落败。